# Gambia Action Party
Gambia Action Party (GAP) ist eine 2019 registrierte politische Partei in Gambia unter dem Vorsitz von  Musa Batchilly.

## Profil
Das Motto der Partei ist „Mass Development Through Mass Action“ (deutsch Massenentwicklung durch Massenaktion) und die Farbe der Partei ist Silber.

## Geschichte
Gegründet wurde die GAP von Musa Batchilly, der Parteivorsitzender wurde und im Januar 2019 als neue politische Partei registriert. Der Hauptsitz der GAP in befindet sich in Latrikunda-Serekunda. Ihre erklärten Hauptziele sind die Verbesserung des Gesundheitswesens, der Landwirtschaft und des Bildungswesens des Landes sowie der wirtschaftlichen Lage von Jugendlichen und Frauen. Lamin Bojang war der ursprüngliche Kandidat der Partei für die Präsidentschaftswahlen 2021, wurde aber durch Alieu Sowe ersetzt, dessen Nominierung im November 2021 von der Independent Electoral Commission (IEC) abgelehnt wurde. Die GAP unterstützte daraufhin Mamma Kandeh und suspendierte Batchilly, der Adama Barrow unterstützte. Wahrscheinlich aufgrund dieser internen Spaltungen (der nationale Parteivorsitzende Tamsir Jasseh trat 2021 ebenfalls zurück) konnte die GAP keine Kandidaten für die Parlamentswahlen 2022 und die Regionalwahlen 2023 nominieren. Im Oktober 2023 wurde sie weiter geschwächt, als ihr stellvertretender Vorsitzender Omar Beyai der National People’s Party beitrat. Im März 2024 trat auch Sowe aus der Partei aus.